# Österreichische Aviatik D.I
Österreichische Aviatik D.I — австро-венгерский истребитель периода Первой мировой войны. Первый серийный австро-венгерский истребитель собственной разработки. Создан фирмой Österreichische Aviatik, под руководством Юлиуша фон Берга, в 1916 году на основе экспериментальных самолётов Österreichische Aviatik 30.16—30.21. В 1917—1918 было выпущено около 700 экземпляров D.I. Хотя он и был найден по своим лётным характеристикам ни в чём не уступающим иностранным образцам, среди пилотов D.I популярностью из-за проблем с надёжностью не пользовался. Несмотря на это, D.I активно использовался австро-венгерскими войсками на всех фронтах вплоть до конца войны.

## История создания
После реорганизации фирмы «Aviatik» главным конструктором стал немецкий инженер Юлиус фон Берг. В июне 1916 года он представил первые два проекта самолётов — двухместный самолёт С.I и одноместный истребитель D.I. Информация о двух разработанных Бергом машинах заинтересовала командование авиационной службой австро-венгерской армией. Было принято решение обеспечить наивысший приоритет работам над этими самолётами.
В сентябре 1916 года фирма «Aviatik» получила заказ на 100 самолётов D.I. Первый прототип поднялся в воздух в январе 1917 года. В своем отчете пилот восторженно отзывался о его маневренности и скороподъёмности. После усиления конструкции последний прототип успешно завершил испытания в марте 1917 года.
После дополнительного усиления планера в августе 1917 года самолёты начали поступать в войска. «Aviatik» выпускала D.I до конца Первой Мировой войны четырьмя сериями в соответствии с наличием моторов пригодных к установке на одну из серий. Если бы выпуск продолжался, как планировалось, то к декабрю 1918 года было бы построено 990 самолётов.
Самолёт эксплуатировался в ВВ Австро-Венгрии с мая 1917 по октябрь 1918 года в боевых условиях на Восточном, Итальянском и Балканском фронтах. Использовался в основном как фронтовой истребитель, но также как перехватчик ПВО и разведчик.
После поражения Австро-Венгрии самолёты были сняты с вооружения, но несколько самолётов несли службу в Красном авиакорпусе венгерской компартии в 1919 году во время беспорядков после развала Австро-Венгерской империи.

## Конструкция
Aviatik D.I — классический биплан цельнодеревянной конструкции. Конструкция самолёта в основном из дерева (лонжероны, кромочные рейки из сосны, нервюры крыла из тополя, соединительные элементы — дерево или стальные пластины). Межкрыльевые стойки, подкосы и раскосы оперения и стойки шасси — стальные трубы овального сечения.
Фюзеляж — бесчалочная деревянная ферма с фанерной обшивкой. Фюзеляж имел переменное сечение, близкое к вытянутому вверх пятиугольнику. Технологически фюзеляж состоит из основной части, передней надстройки и гаргрота, которые соединяются с ним неразъемно. Силовой набор фюзеляжа: продольный — четыре лонжерона и стрингера, поперечный — 15 шпангоутов, 15-й шпангоут представляет собой стальную вертикальную трубу. на которую сходятся лонжероны и крепится задний лонжерон киля.
Кабина пилота просторная, пилоту открывался отличный обзор в любом направлении. За кабиной пилота располагался узкий высокий гаргрот. Гаргрот состоял из фанерной нервюры, окантованной спринтерами, шести полушпангоутов, а также фанерной обшивки. Капот двигателя и передняя обшивка фюзеляжа металлические.
Крыло — оба крыла имеют в плане прямоугольную форму. Верхнее крыло состоит из центроплана и двух консолей, нижнее крыло из двух консолей. Силовой набор консолей крыльев деревянный, состоит из двух лонжеронов и нервюр. Лонжероны сборные коробчатого сечения. Нервюры имеют двутавровое сечение. Обшивка крыльев — полотно. Жесткость консолей крыла обеспечена внутренними расчалками. Жесткость бипланной коробки крыльев обеспечена расчалками. Все расчалки. сделаны из стальной проволоки.
Механизация крыла — элероны, установленные на верхнем крыле. В зоне установки элеронов крыло имеют значительную геометрическую крутку (законцовки загнуты вверх). Силовой набор элерона деревянный, состоит из лонжерона, кромочной рейки и нервюр. Обшивка элеронов — полотно.
Хвостовое оперение — классическое однокилевое, состоящее из горизонтального оперения (ГО) и вертикального оперения (ВО). ГО состоит из стабилизатора и руля высоты. ГО имеет в плане трапециевидную форму со скруглёнными законцовками. Стабилизатор состоит из двух консолей соединенных лонжеронами. Силовой набор стабилизатора состоит из главного (заднего) лонжерона, кромочной трубы (передний лонжерон) и нервюр. Руль высоты состоит из двух консолей, соединенных осью навески. Силовой набор руля высоты состоит из лонжерона кромочной трубы и нервюр.
ВО состоит из киля и руля направления. Киль имеет в плане форму трапеции со скруглённым верхним передним углом. Силовой набор киля состоит из главного (заднего) лонжерона, переднего вспомогательного лонжерона, кромочной трубы и двух нервюр. Руль направления в плане имеет вид двух прямоугольников со скруглёнными внешними углами. Силовой набор руля направления состоит из лонжерона, кромочной трубы и нервюр.
Киль жестко крепится к фюзеляжу по трем шпангоутам. Стабилизатор крепится к шпангоутам фюзеляжа лонжеронами, подкосами и растяжками. Стабилизатор и киль соединяются раскосами и растяжками. Обшивка хвостового оперения — полотно.
Шасси — трехопорное с хвостовым костылем. Основные опоры шасси состоят из двух V-образных стальных труб, соединяющий их траверсы с обтекателем, а также установленной в том же обтекателе и крепящееся к стойкам резиновыми шнурами оси, на которые на подшипниках установлены два колеса. Колеса имеют надувные шины и диски из спиц, закрытые тканевыми обтекателями. Жесткость основных опор шасси обеспечена двумя растяжками между передними стержнями стоек и траверсой.
Хвостовая опора шасси представляет собой сборную деревянную надстройку под хвостовой частью фюзеляжа и крепящегося под ней полностью снаружи костыля рычажного типа. В качестве амортизации используется резиновый шнур. Костыль деревянный со стальной пятой.
Силовая установка — шестицилиндровый рядный двигатель водяного охлаждения «Австро-Даймлер» мощностью 185 л. с. Воздушный винт деревянный двухлопастный тянущий. Применялись также четырёхлопастные винты (два обычных, скрепленных под углом ?0 градусов). Двигатель устанавливался в носовой части фюзеляжа на мотораму. Моторама представляет собой два деревянных бруса прямоугольного сечения, а также двух продольных траверс и двух подкосов из стальных труб, которые крепятся к шпангоутам фюзеляжа. Капот полностью закрывает мотор.
В носовой части фюзеляжа по бокам устанавливались два коробчатых радиатора системы охлаждения двигателя, там же устанавливался расширительный бачок. В нижней части мотоотсека перед пожарной перегородкой располагался основной и расходный топливный баки. Подача топлива из основного бака в расходный осуществлялась насосом, а оттуда в двигатель самотеком.
Система управления — вся проводка управления тросовая. Система управления самолётом включает независимые каналы тангажа — управление рулями высоты, крена — элероны и курса — руль направления. Управление по тангажу и крену осуществлялось штурвалом. Управление по курсу осуществлялось педалями.
Вооружение — два синхронных пулемета калибра 8,0 мм, боезапас матерчатая лента по 300 патронов наматываемая на барабан. Пулеметы устанавливали вплотную к кабине пилота выше приборной доски. такое расположение пулеметов облегчало перезарядку оружия в воздухе. На правом борту кабины установлена кобура для сигнального пистолета и патронташ для ракет.

## Технические характеристики
| ТТХ D.I различных модификаций             |                                                     |                                                     |                                                     |         |         |
| Характеристика                            | 185 л/с A.D.                                        | 200 л/с A.D.                                        |                                                     |         |         |
| Технические характеристики                |                                                     |                                                     |                                                     |         |         |
| Экипаж                                    | 1 пилот                                             | 1 пилот                                             | 1 пилот                                             | 1 пилот | 1 пилот |
| Длина, м                                  | 6,95 (6,86 у версий без лобового радиатора)         | 6,95 (6,86 у версий без лобового радиатора)         | 6,95 (6,86 у версий без лобового радиатора)         |         |         |
| Размах крыла, м                           | 8,00 (верхнее) 7,89 (нижнее)                        | 8,00 (верхнее) 7,89 (нижнее)                        | 8,00 (верхнее) 7,89 (нижнее)                        |         |         |
| Высота, м                                 | 2,48                                                | 2,48                                                | 2,48                                                |         |         |
| Площадь крыла, м²                         | 21,8                                                | 21,8                                                | 21,8                                                |         |         |
| Масса пустого, кг                         | н/д                                                 | 610                                                 | 638                                                 |         |         |
| Масса снаряженного, кг                    | н/д                                                 | 852                                                 | 912                                                 |         |         |
| Двигатель                                 | Austro-Daimler 185                                  | Austro-Daimler 200                                  | Austro-Daimler 225                                  |         |         |
| Мощность, л. с.                           | 1× 185                                              | 1× 200                                              | 1× 225                                              |         |         |
| Лётные характеристики                     |                                                     |                                                     |                                                     |         |         |
| Максимальная скорость на высоте, км/ч / м | 180 / н/д                                           | 185 / н/д                                           | 204 / н/д                                           |         |         |
| Продолжительность полёта, t               | н/д                                                 | 2 ч 30 м                                            | 1 ч 30 м                                            |         |         |
| Практический потолок, м                   | н/д                                                 | 6 150                                               | н/д                                                 |         |         |
| Время набора высоты, м / t                | 4 000 / 18 м 38 с                                   | 4 000 / 11 м 17 с                                   | 4 000 / 12 м 0 с                                    |         |         |
| Вооружение                                |                                                     |                                                     |                                                     |         |         |
| Пушечно-пулемётное                        | 2 × 8-мм синхронизированных «Шварцлозе» над капотом | 2 × 8-мм синхронизированных «Шварцлозе» над капотом | 2 × 8-мм синхронизированных «Шварцлозе» над капотом |         |         |
| Боезапас на ствол, шт                     | 300 × 8-мм                                          | 300 × 8-мм                                          | 300 × 8-мм                                          |         |         |

## Производство
Самолёт Aviatik D.I выпускался (в том числе по лицензии субподрядчиками) несколькими компаниями:
- Austrian Aviatik — серии 38, 138, 238 и 338;
- Lohner — 115 и 315;
- Lloyd — 48, 248 и 348;
- MAG 84 и 92;
- Thöne und Fiala 101;
- WKF — 184, 284 и 384.

Серии 215-я и 201-я серии (Lohner и Thöne und Fiala, соответственно) не выпускались.
К 31.10.1918 императорско-королевские ВВС получили от производителей 677 планеров самолёта Aviatik D.I всех серий из примерно 1200 заказанных.

## Асы, летавшие на D.I
- Годвин Брумовски

## Боевое применение
С 1917 года, D.I начал массово поступать в части ВВС Австро-Венгрии. Пилоты, которым доводилось летать на нём, отмечали отличную управляемость машины, её высокую маневренность и хорошие условия работы лётчика. Вместе с тем, быстро выявился и ряд серьёзных недостатков D.I. Наиболее серьёзным из них была склонность мотора к перегреву, но не менее опасна была ненадёжная работа синхронизатора пулемётов на очень низких или очень высоких оборотах двигателя, приводившая к повреждению воздушного винта. Немало неприятностей приносило и неудачное расположение самих пулемётов, бывших недосягаемыми для пилота, который не мог устранить даже мелкие неполадки, такие как их заклинивание.
Всё это привело к тому, что D.I не пользовался популярностью в войсках и подавляющее большинство пилотов предпочитало ему Albatros D.III австрийского производства. Особенно сильно проблемы с охлаждением двигателя проявлялись на Итальянском фронте, с его гористым ландшафтом. Несмотря на всё это, доступный в значительных количествах D.I активно использовался австро-венгерскими войсками на всех фронтах вплоть до самого конца войны и стал одним из наиболее многочисленных самолётов ВВС Австро-Венгрии. Наиболее успешно D.I использовался для сопровождения двухместных самолётов, небольшое количество их попало в истребительные соединения, но для этой роли он оказался менее пригоден.
Один из D.I в 1918 году был принуждён к посадке на итальянской территории британскими истребителями и был вывезен в Великобританию для исследований. Британские военные специалисты также дали самолёту высокую оценку, особенно отметив удачную конструкцию планера, удобство посадки пилота и хороший обзор с его места, а также высокий технический уровень производства. В заключении отмечалось, что D.I вполне сопоставим с лучшим истребителями других стран.
После войны, как минимум один разоружённый D.I использовался в роли спортивного самолёта.